# Michel Bœuf
Pour les articles homonymes, voir Bœuf.
Michel Bœuf est un astronome amateur français.
Il était actif dans les années 2000 au sein de l'association AUDE. Le Centre des planètes mineures le crédite de la découverte de douze astéroïdes, effectuée entre 1998 et 2000.
| (18617) Puntel         | 24 février 1998 |
| (19458) Legault        | 21 avril 1998   |
| (25014) Christinepalau | 18 août 1998    |
| (29565) Glenngould     | 17 mars 1998    |
| (41213) Mimoun         | 2 décembre 1999 |